# Mario Varglien
Mario Varglien   (Rijeka, 26 de desembre de 1905 - Roma, 11 d'agost de 1978) fou un futbolista italià de la dècada de 1930.
Fou internacional amb la selecció de futbol d'Itàlia amb la qual participa al Mundial de 1934.
Pel que fa a clubs, destacà a la Juventus FC.
També fou entrenador als següents clubs.
- 1942-1943 Sanremes
- 1946 Padova
- 1946-1947 Triestina
- 1948-1951 Como
- 1951-1952 Pro Patria
- 1952-1954 Roma Roma